# インドネシアのセカンドレディ・セカンドジェントルマン
インドネシアのセカンドレディまたはセカンドジェントルマン（インドネシア語: Ibu Kedua Indonesia、Tuan Kedua Indonesia）は、通例インドネシア副大統領の配偶者を指す非公式な呼称。主にインドネシア大統領夫人の非公式な呼称であるファーストレディと相対的に関連付けられて呼称される。
現在のセカンドレディは、セルフィ・アナンダ（ギブラン・ラカブミン・ラカ副大統領の夫：2024年10月20日 - ）。 
インドネシア共和国憲法による、副大統領の配偶者についての言及はないが、インドネシア社会に大きな影響力を持ち続けている。

## セカンドレディ・セカンドジェントルマンの一覧
| 1                                        |  | シティ・ラフミアティ・ハッタ                     | モハマッド・ハッタ                           | 1926年2月16日- 1999年4月13日  | 1945年11月18日- 1956年12月1日  |
| 空席[B]（1956年12月1日 - 1973年3月23日） |  |                                                  |                                              |                               |                                |
| 2                                        |  | K・R・A・ピンタカプルナマ                        | ハメンクブウォノ9世                          | 1910年11月22日- 1988年10月1日 | 1973年3月24日- 1978年3月23日   |
| 3                                        |  | ネリー・アダム・マリク                           | アダム・マリク                               | 1925年5月15日- 2007年3月25日  | 1978年3月23日- 1983年3月11日   |
| 4                                        |  | カルリナ・ジャヤ・アトマジャ・ウィラハディクスマ | ウマール・ウィラハディクスマ                 | 1930年7月30日- 存命中         | 1983年3月11日- 1988年3月11日   |
| 5                                        |  | ラトゥ・エマ・ノルマ                             | スダルモノ                                   | 1928年3月3日- 2012年7月18日   | 1988年3月11日- 1993年3月11日   |
| 6                                        |  | トゥティ・スティアワティ                         | トリ・ストリスノ                             | 1940年4月3日- 存命中          | 1993年3月11日- 1998年3月11日   |
| 7                                        |  | ハスリ・アイヌン・ハビビ                         | ユスフ・ハビビ                               | 1937年8月11日- 2010年5月22日  | 1998年3月11日- 1998年5月21日   |
| 空席（1998年5月21日 - 1999年10月21日）   |  |                                                  |                                              |                               |                                |
| 8                                        |  | タウフィック・キマス                             | メガワティ・スティアワティ・スカルノプトゥリ | 1942年12月31日- 2013年6月8日  | 1999年10月21日- 2001年7月23日  |
| 空席[E]（2001年7月23日 - 2001年7月26日） |  |                                                  |                                              |                               |                                |
| 9                                        |  | アスマニア・ハムザ・ハス                         | ハムザ・ハス                                 | 1942年7月27日- 2017年9月12日  | 2001年7月26日- 2004年10月20日  |
| 10                                       |  | ムフィダ・ユスフ・カラ                           | モハマッド・ユスフ・カラ                     | 1943年2月12日- 存命中         | 2004年10月20日- 2009年10月20日 |
| 11                                       |  | ヘラワティ・ブディオノ                           | ブディオノ                                   | 1944年2月15日- 存命中         | 2009年10月20日- 2014年10月20日 |
| 12 (10)                                  |  | ムフィダ・ユスフ・カラ                           | モハマッド・ユスフ・カラ                     | 1943年2月12日- 存命中         | 2014年10月20日- 2019年10月20日 |
| 13                                       |  | ウリ・エストゥ・ハンダヤニ                       | マアルフ・アミン                             | 1974年3月6日- 存命中          | 2019年10月20日- 2024年10月20日 |
| 14                                       |  | セルフィ・アナンダ                               | ギブラン・ラカブミン・ラカ                   | 1989年1月9日- 存命中          | 2024年10月20日- 現職           |